# Wzgórza mają oczy (film 1977)
Wzgórza mają oczy (tytuł oryg. The Hills Have Eyes) – horror filmowy Wesa Cravena z 1977 roku. 
Film opowiada o amerykańskiej rodzinie – matce, ojcu, nastoletnim rodzeństwie oraz starszej siostrze, jej mężu i córce – która podczas podróży przez odludzie zostaje zaatakowana przez grupę brutalnych zmutowanych kanibali. 
Film inspirowany był historią Sawney'a Beana – legendarnego szkockiego kanibala, który rzekomo wraz z żoną i potomkami zjadł ponad 1000 osób. 
W 1984 roku powstał sequel filmu – Wzgórza mają oczy II, również w reżyserii Wesa Cravena. Stworzono również remake filmu – Wzgórza mają oczy w reżyserii Alexandre’a Aja z 2006 roku, zaś rok później wypuszczono jego kontynuację – Wzgórza mają oczy 2 w reżyserii Martina Weisza.

## Obsada
- Susan Lanier-Bramlett(inne języki) – Brenda Carter
- Robert Houston – Bobby Carter
- Martin Speer – Doug Wood
- Dee Wallace – Lynne Wood
- Russ Grieve – Duży Bob Carter
- John Steadman(inne języki) – Fred
- James Whitworth – Jowisz
- Virginia Vincent(inne języki) – Ethel Carter
- Lance Gordon – Mars
- Michael Berryman – Pluto
- Janus Blythe(inne języki) – Ruby
- Cordy Clark – Mama
- Brenda Marinoff – Katy
- Peter Locke – Merkury